# Аеро-2
Икарус Аеро-2 је југословенски војни школски нискокрилни авион модерних аеродинамичких линија за основну летачку обуку пилота са затвореном кабином и тандем седиштима. Прототип је имао успешан лет 1940. године, а серијска производња је остварена након Другог светског рата у Икарусу из Земуна у периоду од 1946. до 1950. године, чиме је означио опоравак и успешан нови почетак домаће авио-индустрије. Укупно је направљено 271 авион Аеро-2 у осам верзија, а поред војног ваздухопловства био је у употреби и у цивилној авијацији, у Ваздухопловном савезу Југославије и привредној авијацији ЈАТ-а. Наследник овог авиона исте класе и намене за основно летење је био Аеро-3.

## Пројектовање и развој
Аеро-2 је конструисан на основу захтева Југословенског краљевског ратног ваздухопловства (ЈКРВ) за модерним тренажним авионом као замена за Физир ФН двокрилце. Мотор је био Де Хавиланд Џипси Мајор пошто је то био веома успешан мотор за тренажне лаке авионе.
Икарусов предлог, су конструисали Борис Цијан и Ђорђе Т. Петковић (Брале) на бази свог пројекта Аеро-1 који је рађен за конкурс Аероклуба расписан 1938. године на коме је овај пројект добио прву награду. Прототип авиона Аеро-2 је полетео 24. 04. 1940, фабричко испитивање је обавио фабрички пилот Василије Стојановић и оно је трајало месец дана када је авион предат на испитивање Опитној групи. Након детаљног испитивања у Опитној групи и пилотским школама у Панчеву и Краљеву, Аеро-2 је изабран испред два конкурентска предлога (Рогожарски Бруцош и Албатрос-Алка), али производња није започела због избијања Другог светског рата иако је планирана серија од 50 примерака.
У Априлском рату прототип авиона Аеро-2 су запленили Немци и предали га својим савезницима Хрватима, који су га користили до краја рата. Један хрватски пилот је овим авионом 7. маја 1945. године прелетео из Загреба у Клагенфурт (Аустрија) и тамо га оставио.
После рата је произведено 271 примерак авиона Аеро-2 у неколико типова:
- Аеро-2Б - Основни школски двосед нискокрилац дрвене конструкције са мотором де Хевиленд Џипси Мајџор снаге 108kW (145 KS),
- Аеро-2Ц - Основни школски двосед нискокрилац дрвене конструкције са мотором Валтер - Минор снаге 117kW (160 KS),
- Аеро-2Д - Основни школски двосед нискокрилац дрвене конструкције са затвореном кабином а произведено га је у рекордних 192 примерака,
- Аеро-2Х - Основни школски хидроавион двосед нискокрилац дрвене конструкције са мотором Валтер - Минор снаге 117kW (160 KS) произведен само у 4 примерка,
- Аеро-2Ф - Привредни авион једносед, код кога је уместо другог седишта био уграђен резервоар са уређајима за запрашивање.

На авиону Аеро-2 се, у лету, тешко уочавао тренутак преласка на режим аеродинамичког „превлачења“ (критични нападни угао, губитак узгона, последично пад авиона у неправилни положај). Авион Аеро-2 није давао никакав предзнак, пред превлачење. То је недопустиво за ову категорију авина, за основну обуку пилота. Недостатак је отклоњен са постављањем „L“ профила дуж нападне ивице, кореног дела, крила. То је изазивало отцепљење ваздушног струјања у кореном делу крила, праћено је трешењем авиона, „опоменом“ да је близу критични нападни угао.

## Опис, производња, коришћење
Аеро-2 је нискокрилац са седиштима за ученика и наставника у тандему, са отвореном кабином (касније верзије су имале поклопац). Стајни трап је био фиксан, неувлачећи, а на репу је имао скију, (док су каснији модели уместо скије имали точкић).
Приозводња ових авиона с обзиром да је почела 1946. године била је пропраћена многим тешкоћама, пре свега то је била отежана набавка мотора из Енглеске, затим набавка стајних трапова који се такође нису производили у земљи. Алтернатива Џипси моторима је био мотор Валтер-Минор а еластични стајни трап је конструисан и произведен у Икарусу чија је производња пренета касније у Прву Петољетку у Трстенику. На тај начин се домаћа ваздухопловна индустрија ослобађала зависности од увоза битних делова за ваздухоплове. Авион Аеро-2 је произведен укупно у 280 примерака (свих типова).
У Ратном ваздухопловству је коришћен до краја 50. тих година за основну обуку војних пилота а након тога су ови авиони наставили да се користе по аеро клубовима Ваздухопловног Савеза Југославије широм земље. Овај авион је био „летећа клупа“ југословенског послератног ваздухопловства. Доследно је заменио свога предратног претнодника Физир ФН. Један од ових авиона је 1961. године предат Музеју Ваздухопловства на аеродрому Београд, где се чува као музејски експонат.

## Земље које су користиле овај авион
| - Југославија - Хрватска-НДХ |